# 大炊御門信量
大炊御門 信量（おおいのみかど のぶかず）は、室町時代中期から後期にかけての公卿。左大臣・三条実量の子。官位は従一位・右大臣。大炊御門家15代当主。後花園天皇（102代）と後土御門天皇（103代）の二帝に仕えた。

## 経歴
内大臣・大炊御門信宗の養子となる。
長禄元年（1457年）に従三位となり、公卿に列する。以降累進して、権中納言・権大納言・右近衛大将・左近衛大将を経て、文明11年（1479年）に内大臣となる。翌年従一位となり、左近衛大将を辞した。文明15年（1483年）に右大臣に任じられた。

## 系譜
- 父：三条実量
- 母：不詳
- 養父：大炊御門信宗
- 妻：正親町持季娘
  - 男子：大炊御門経名